# Calendario bizantino

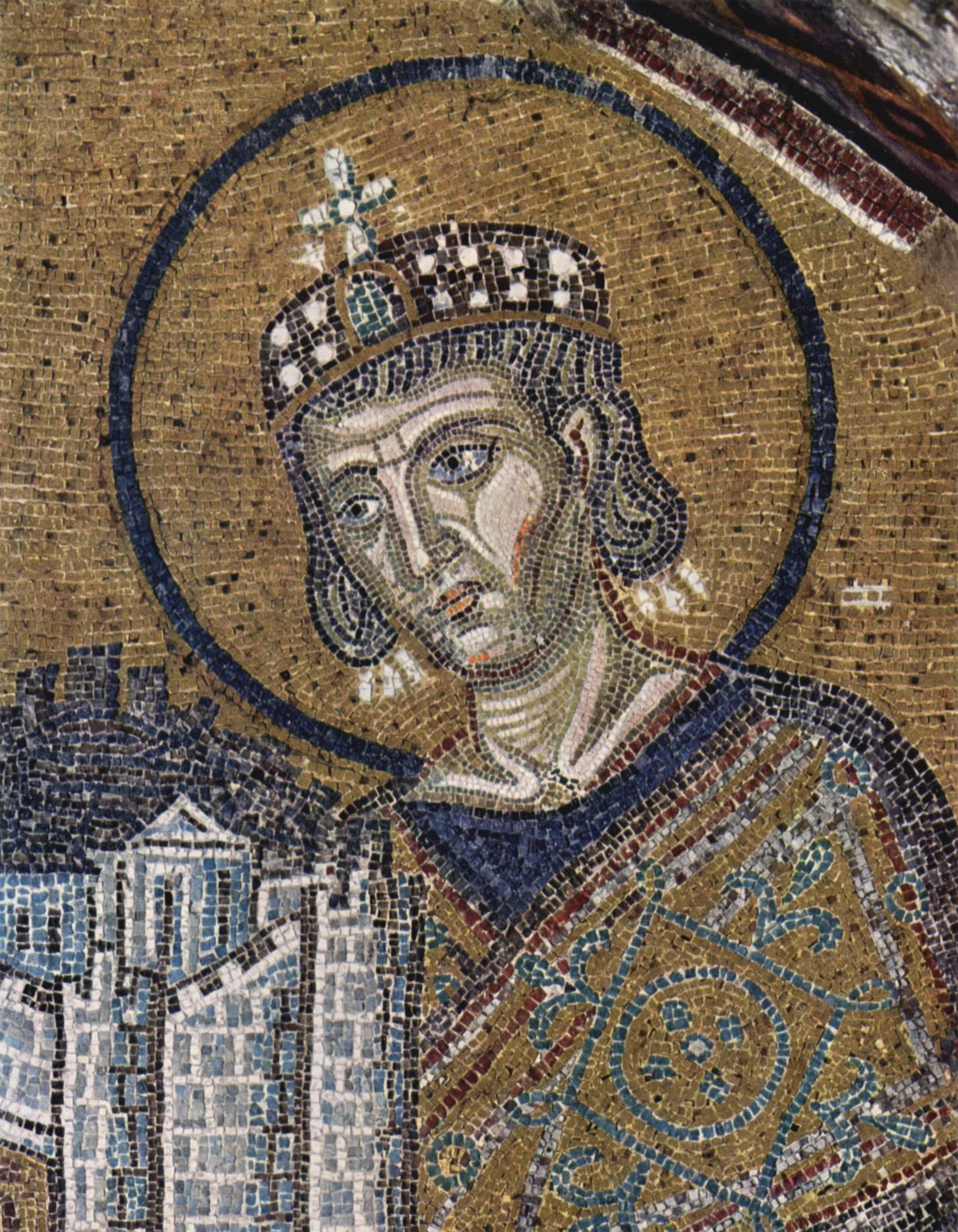
Raffigurazione di Costantino I nella basilica di Hagia Sophia, egli fu il creatore del calendario bizantino.

Il calendario bizantino fu in uso nell'impero bizantino dal 312 per volere dell'imperatore romano Costantino I (306-337). Esso continuò a essere utilizzato anche dopo la caduta di Costantinopoli, in Russia, fino al 1699.

## Struttura
Il calendario bizantino ricalcava il calendario giuliano, in uso nell'Impero romano, differenziandosi solo per la data d'inizio dell'anno e la numerazione degli anni.
L'anno iniziava il 23 settembre, dal 462 Anno Salutis il 1º settembre  (da notare che tuttora in Sardegna il mese di settembre in lingua sarda è chiamato Cabudanni ovvero "inizio dell'anno", un chiaro caso di eredità culturale della dominazione bizantina nell'isola) e finiva il 31 agosto.
La numerazione degli anni iniziava da quella che secondo i bizantini era la data della creazione: l'anno 0 bizantino iniziava il 1º settembre del 5509 a.C. 
Quindi, ad esempio, la caduta di Costantinopoli (29 maggio 1453) avvenne secondo il calendario bizantino nell'anno 6961, mentre nel settembre 2024 è iniziato l'anno bizantino 7533. Per ottenere l'anno bizantino da quello giuliano o gregoriano occorre aggiungere 5508 per le date fino al 31 agosto, 5509 per quelle dal 1º settembre in poi: infatti, tenendo conto che nella numerazione basata sulla nascita di Cristo non esiste l'anno zero (si passa direttamente dall'1 a.C. all'1 d.C.), l'anno 1 d.C. corrisponde agli anni bizantini 5509-5510.
Dopo l'introduzione del calendario gregoriano, tra quest'ultimo e il calendario bizantino vi è uno sfasamento di date che attualmente è di tredici giorni, come tra i calendari gregoriano e giuliano. Quindi il capodanno bizantino (1º settembre) cade il 14 settembre del calendario gregoriano.
Nel calendario bizantino vi erano dei periodi lunghi quindici anni che erano chiamati indizioni.

## Uso
Il calendario bizantino entrò in uso nel 312 nell'Impero romano, ma già sappiamo che alla metà del VI secolo a Roma venne rimosso, così fu anche in molte parti dell'Occidente, ma non in tutte.
Mentre in Oriente questo calendario venne continuamente usato, anche dopo la caduta di Costantinopoli (29 maggio 1453), sappiamo che nell'Impero russo il calendario venne abolito nel 1699 da Pietro I il Grande (1682-1725), che gli preferì il calendario giuliano, visto il suo programma di occidentalizzazione del suo impero.